# Ilona Szabó
Ilona Szabó (n. 14 noiembrie 1959) este un fost senator român în legislatura 2004-2008. Ilona Szabó a fost aleasă pe listele UDMR și a fost validată ca senator pe data de 6 septembrie 2007, când l-a înlocuit pe senatorul Valentin-Zoltan Puskas. Ilona Szabó fost membru în grupurile parlamentare de prietenie cu Republica Letonia și Republica Tunisiană.  Ilona Szabó a fost membru în comisia pentru învățământ, știință, tineret și sport (din dec. 2007)
Comisia pentru egalitatea de șanse (din feb. 2008), în comisia economică, industrii și servicii (sep. 2007 - feb. 2008) și în comisia pentru cercetarea abuzurilor, combaterea corupției și petiții (sep. - dec. 2007). Ilona Szabó a inițiat 7 propuneri legislative din care au fost promulgate legi.  